# 罗市镇 (奉新县)
罗市镇，是中华人民共和国江西省宜春市奉新县下辖的一个乡镇级行政单位。

## 行政区划
罗市镇下辖以下地区：
罗市社区、田背社区、兰田村、店前村、港下村、竹溪村、梧岗村、冶城村、河南村、芭源村和坪上村。